# VV Klein Dochteren
VV Klein Dochteren is een amateurvoetbalclub uit Klein Dochteren, een buurtschap gelegen in de gemeente Lochem, Gelderland, Nederland.
Met ingang van het seizoen 2018/19 komt het eerste elftal van de club weer uit in de reserveklasse van het KNVB-dictrict Oost

## Algemeen
De club is opgericht op 24 september 1960. De thuiswedstrijden worden op “Sportpark 't Schooldert” gespeeld. De kleedkamers bevinden zich in De Schole, een voormalig schoolgebouw waarin zich ook een jeugdhonk bevindt. Het complex heeft zeven spelerskleedkamers, waarvan er één in 2010 nieuw gebouwd is.
Het tenue van de club bestaat uit een wit shirt, een zwarte broek en wit-zwart gestreepte sokken. Het alternatieve tenue bestaat uit een paars shirt, zwarte broek en wit-zwart gestreepte sokken.

## Geschiedenis
Meester A.J. Rigter gaf les in "De Schole", een basisschool in de buurtschap Klein Dochteren. In 1958 besloot hij een bal te kopen voor zijn leerlingen. Nadat eerst de jeugd begon te voetballen, gingen vaders ook meespelen. Toen op de velden achter café de Zonnebloem gespeeld werd, werd in 1960 in dat café besloten de voetbalvereniging Klein Dochteren op te richten. Dit gebeurde op 24 september 1960. Op 31 mei 1961 werd Klein Dochteren officieel goedgekeurd door de KNVB.
Lang werd er omgekleed in een aangepast kippenhok, maar deze was niet voorzien van douches, of enige verwarming. In 1974 vonden de leden dan ook dat er verbetering moest komen, en er werd een loterij georganiseerd. Dit leidde dat er met dat geld, en hulp van de wethouder van Sport van de gemeente Lochem, een container met douchegelegenheid werd gebouwd.
De container bleek echter een tussenoplossing, en verre van ideaal. Toen in 1978 de Klein Dochterense basisschool sloot, konden de inwoners van Klein Dochteren de gemeente ervan overtuigen om van het oude schoolgebouw een buurthuis te maken, met enkele ruimten beschikbaar voor een kantine, en kleedkamers.
Door het stijgende ledenaantal werd in datzelfde jaar een aanvraag gedaan voor de aanleg van een tweede veld. Het duurde tot 1982 voordat de vereniging hiervoor goedkeuring kreeg van de gemeente. Het eerste veld moest ook worden verplaatst, waardoor Klein Dochteren tot 1984 moest uitwijken naar de naburige verenigingen SVBV en SP Lochem.
In 1990 werd er besloten een trainingsveld aan te leggen naast "De Schole", dat nog steeds in gebruik is.
In 2000 werd het aantal spelerskleedkamers uitgebreid naar zes, aangezien het aantal E- en F-pupillenteams bleef groeien. In 2010 werden er nog eens twee kleedkamers bijgebouwd, een voor de meisjes en een voor de scheidsrechters. De overige kleedkamers werden gerenoveerd.

## Standaardelftal
Het standaardelftal speelde laatstelijk in het seizoen 2017/18, waar het uitkwam in de Vijfde klasse zondag van het KNVB-district Oost. In april 2018 moest de club het team uit de competitie terugtrekken wegens een gebrek aan spelers.

### Competitieresultaten 1983–2018
| 4 1A |

|  |

|  |

|  |

|  |

|  |

|  |

| 5 2B |

| 6 2B |

|  |

| 9 2B |

| 5 2B |

| 8 2B |

| 9 2B |

| 9 6D |

| 9 6D |

| 9 6D |

| 9 6D |

| 12 6E |

| 8 6C |

| 8 6C |

| 5 6C |

| 2 6D |

| 1 6D |

| 11 5C |

| 2 6C |

| 7 5B |

| 6 5B |

| 11 5B |

| 6 6B |

| 3 6C |

| 12 5B |

| 11 5G |

| 13 5G |

| 11 5D |

| xx 5B |

| Vijfde klasse | Zesde klasse | Eerste klasse Geld. VB | Tweede klasse Geld. VB |

In elke staaf van de grafiek staat van boven naar beneden vermeld: 
- Eindnotering

Dit is de positie die de club heeft bereikt in de competitie, zonder eventuele beslissings-, play-off- of nacompetitiewedstrijden die nodig zijn geweest om bijvoorbeeld de kampioen van de competitie te bepalen.
Indien een * achter het getal staat is de notering een tussenstand en kan het zijn dat de notering niet overeenkomt met de uiteindelijke eindstand van de competitie.
Staat er een - dan is het seizoen nog bezig en is er geen definitieve uitslag bekend.
Staat er xx op de positie van de notering, dan heeft de club vroegtijdig de competitie verlaten. Dit kan onder andere komen door terugtrekking van het team, faillissement van de club of door een uitgedeelde straf van de KNVB. In veel gevallen staat elders in het artikel de reden vermeld.
Staat er een ? dan is het resultaat uit het verleden onbekend, en is alleen de competitie of het niveau bekend van dat seizoen.
In de seizoenen 2019/20 en 2020/21 werd wegens de coronacrisis het amateurvoetbal afgebroken. Daardoor kennen deze staven geen eindklassering (middels -- weergegeven).
- Competitieniveau en afdelingsletter of Officiële eindstand Eredivisie
  - Competitieniveau en afdelingsletter

Hierbij geeft het getal het niveau weer, dat ook terug te vinden is in de legenda. De letter is de afdelingsaanduiding en wordt gebruikt wanneer er meer afdelingen zijn op hetzelfde niveau. De afdelingsletter is altijd een hoofdletter en wordt meestal zonder nummer gebruikt.
Voorbeeld: 2F is niveau 2e klasse competitie F.
Het competitieniveau en nummer wordt niet vermeld wanneer er slechts één competitie van dit niveau was.
  - Officiële eindstand Eredivisie (getal staat tussen haakjes vermeld)

Sinds de introductie van play-offwedstrijden voor Europees voetbal na afloop van de reguliere competitie in 2005/06, is de KNVB verplicht een eindstand van de Eredivisie door te geven aan de UEFA aan de hand van deze play-offwedstrijden.
Bij deze eindstand staan clubs die zich hebben gekwalificeerd voor Europees voetbal hoger dan clubs die zich niet wisten te kwalificeren. Indien er geen verschil was tussen de eindnotering en de officiële eindstand, staat dit getal niet vermeld.

- Onderafdeling

Hier staat afgekort de naam van de onderafdeling indien de club in dat jaar in een onderafdeling uitkwam. Tevens staat deze afkorting in de legenda en wordt gelinkt naar het artikel over deze onderafdeling. Deze afkorting wordt alleen vermeld wanneer de club in het verleden in verschillende onderafdelingen heeft gespeeld. Deze vermelding is in de staaf altijd in kleine letters. Deze onderafdelingen zijn na het seizoen 1995/96 afgeschaft. Heeft de club in slechts één onderafdeling gespeeld, dan is dit alleen terug te vinden in de legenda.
Onder de staaf staat het jaartal vermeld waarin het seizoen is afgesloten. 15 verwijst naar het seizoen 2014/15 of eventueel het seizoen 1914/15.
Wanneer een staaf leeg is, zijn deze gegevens niet bekend. Het kan ook zijn dat de club dat seizoen niet heeft meegespeeld op het hogere amateurniveau, vroegtijdig de competitie heeft verlaten of uit de competitie is gezet.

In het seizoen 1944/45 was er wegens de Tweede Wereldoorlog geen regulier competitievoetbal.
Almen · Eefde · Epse · Gorssel · Harfsen · Klein Dochteren · Lochem · SVBV · Witkampers